# One & One
One & One – międzynarodowy singel Edyty Górniak, wydany w Polsce i w Europie w 1999 roku, promujący jej drugi studyjny album Edyta Górniak.
Utwór był pierwszym singlem promującym album Kiss Me, Feel Me w Japonii (1997).
Singiel One & One zaprowadził Edytę Górniak jako pierwszego polskiego wokalistę na listę European Radio Top 50 pisma Music&Media. Autorami piosenki są Billy Steinberg, Rick Nowels oraz Marie Claire D'Ubaldo.
Utwór był w grudniu 1996 wielkim przebojem Roberta Milesa (#1 US Billboard Dance chart).

## Lista utworów
CD, Maxi-Single, Promo Japonia
1. One & One (3:38)
2. Coming Back To Love (4:08)
3. Never Will I (4:08)

CD, Maxi-Single Niemcy (EMI 7243 8 86639 2 2 / EAN 0724388663922)
1. One & One (Radio Edit) (3:22)
2. Under Her Spell (4:13)
3. When You Come Back To Me (Live) (4:49)
4. One & One (SuperChumbo's High Octane Mix) (6:42)

CD, Single Europa
1. One & One (Single Version) (3:22)
2. When You Come Back To Me (Live) (4:49)

CD, Single Francja
1. One & One (Single Version) (3:22)
2. I Don't Know What's On Your Mind (4:00)

CD, Single, Promo Europa
1. One & One (Radio Edit) (3:21)
2. One & One (Album Version) (3:37)

CD, Single, Promo Europa
1. One & One (SuperChumbo's High Octane Mix) (6:40)
2. One & One (SuperChumbo's Dark Dub) (8:22)

Vinyl, 12", Promo Europa
1. A1 One & One (Radio Edit) (3:21)
2. A2 One & One (SuperChumbo's High Octane Mix) (6:40)
3. B3 One & One (SuperChumbo's Dark Dub) (8:22)

## Listy przebojów
| Lista                              | Najwyższa pozycja | Liczba tygodni na Liście |
| ---------------------------------- | ----------------- | ------------------------ |
| Francja                            | 46                | 10                       |
| Szwajcaria                         | 42                | 5                        |
| Lista Przebojów Programu Trzeciego | 13                | 9                        |
| Lista Przebojów Radia Lublin       | 1                 | 27                       |
| SLIP                               | 34                | 11                       |
| Lista Przebojów Radia PiK          | 4                 | 6                        |